# Вільгельм Грімме
Вільгельм Грімме (нім. Wilhelm Grimme; 12 травня 1907, Оснабрюк — 6 жовтня 1942) — німецький офіцер-підводник, капітан-лейтенант крігсмаріне.

## Біографія
1 квітня 1925 року вступив на флот. З жовтня 1941 по червень 1942 року — командир підводного човна U-146, з 11 вересня 1942 року — U-116. 22 вересня вийшов у свій перший і останній похід. 6 жовтня 1942 року з точки з координатами (45°00′ пн. ш. 31°30′ зх. д.) була передана остання радіограма з U-116. Після цього човен і всі 56 членів екіпажу вважаються загиблими.

## Звання
- Кандидат в офіцери (1 квітня 1925)
- Морський кадет (16 листопада 1925)
- Фенріх-цур-зее (1 квітня 1927)
- Оберфенріх-цур-зее (1 червня 1928)
- Лейтенант-цур-зее (1 жовтня 1929)
- Оберлейтенант-цур-зее (1 квітня 1942)
- Капітан-лейтенант (1 березня 1943, посмертно)

## Нагороди
- Медаль «За вислугу років у Вермахті» 4-го і 3-го класу (12 квітня)